# Algodoneros de Guasave

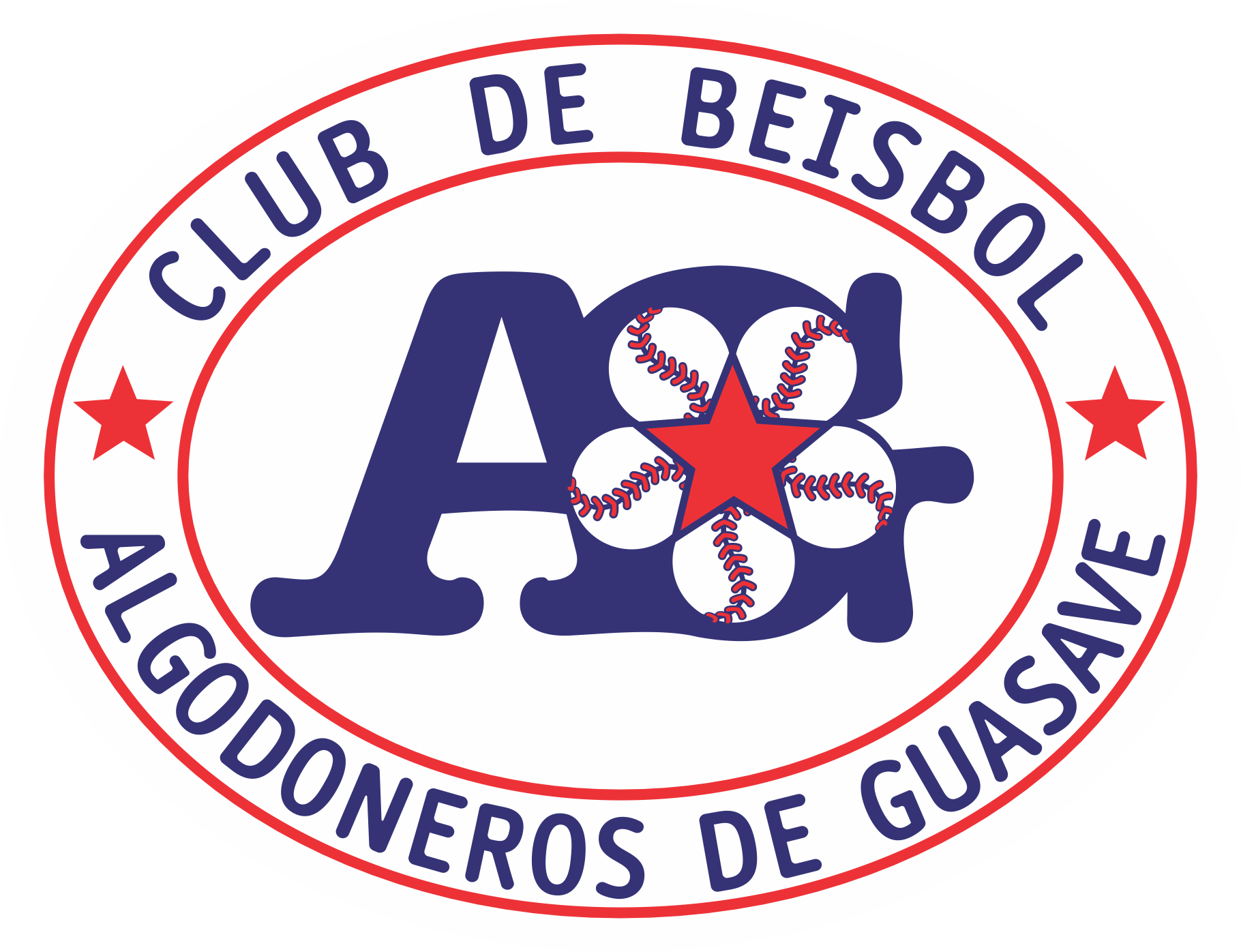
Logo Algodonero de Guasave

Los Algodoneros de Guasave son un equipo de béisbol profesional integrante de la Liga Mexicana del Pacífico (LMP), con sede en la ciudad de Guasave, Sinaloa, México. Cuentan con 1 campeonato en su historia en la liga, logrado en la temporada 1971-72, apenas al segundo año de existencia de la franquicia. El 9 de abril de 2014 se confirmó que la franquicia sería vendida, pasando a ser Charros de Jalisco, con sede en Guadalajara.
Sin embargo, a partir de la temporada 2019-20, por decreto del presidente de México, Andrés Manuel López Obrador, se anunció el regreso de los Algodoneros de Guasave, acompañados de los Sultanes de Monterrey, ya bajo la era del CP. Alfredo Arámburo Najar, que ya tenía experiencia en el beisbol profesional, al haber sido el propietario de Generales de Durango desde el 2018. Posteriormente, se desligó de Generales al vender la franquicia para enfocar todas sus pilas al desarrollo de Algodoneros, lo cual se ha visto, ya que ha ido en evolución año con año.

## Historia
En el año de 1969, el equipo de béisbol Ostioneros de Guaymas, que militaban en la Liga Sonora-Sinaloa estuvo a punto de ser propiedad de Guasave. En ese entonces el club Guaymense tenía serios problemas económicos y pretendía vender su franquicia a otra plaza. Un grupo de Guasavenses se interesó en comprarla y se hicieron los primeros movimientos para platicar con los directivos del puerto Sonorense, el grupo Guasavense lo encabezaba Jesús “El güero” Félix Gastelúm y Don Pablo Rubio Espinoza (en ese entonces Alcalde de Guasave), los Guaymenses no resolvieron de inmediato y pusieron una prórroga para decir la última palabra. Pasaron quince días y hubo noticias de Guaymas, donde se informaba que la franquicia de “Ostioneros” siempre no se vendía. Que el gobierno municipal de aquella ciudad iba a apoyar al club porteño y que por lo tanto no iba a haber trato.
El grupo Guasavense, no quitaron el dedo del renglón y siguieron insistiendo en adquirir una franquicia para Guasave, ante la directiva de la Liga Sonora-Sinaloa, que encabezaba el C.P. Horacio López Díaz.
Terminando la campaña 1969-70, en la primera reunión de los directivos de los clubes, se aprobó la inclusión de la plaza de Guasave, que junto con la de Navojoa completarían los 8 equipos a participar en la campaña 1970-71. Los integrantes del club de Guasave, se dieron a la tarea de conseguir los jugadores que integrarían el equipo, así como también dejar listo el escenario donde jugaría el equipo de casa. El parque de pelota disponible carecía de la mayor parte de los servicios esenciales para jugar como era alumbrado, sanitarios, parte del techo en las gradas de sombra, barda chica, estacionamientos, etc. Todo se logró, gracias al apoyo del Gobierno Estatal y del Gobierno Municipal. Se llegó la fecha de inaugurar la temporada del circuito invernal y el estadio municipal (Todavía no tenía nombre) lucía listo para recibir a los Cañeros de Los Mochis. En esa temporada 1970-71, la liga invernal Sonora-Sinaloa cambio de nombre a Liga Mexicana del Pacífico.

## Títulos

### Títulos de Liga Mexicana del Pacífico

#### Título de 1971-1972
La temporada 1971-72, cambio la cara del equipo blanquiazul logrando el título de la Liga en una campaña de sobresaltos, ya que hubo cosas que pusieron en peligro su clasificación a los play Off, con la expulsión de Jim Campanis (su máximo ídolo entonces) que en el segundo partido inaugural contra Mochis fue castigado por toda la temporada. Luego la muerte de Selman Jack, que era su mejor bateador y productor de carreras, a raíz de la muerte de Selman Jack abandonaron al equipo el Pitcher Terry Fox y el Jardinero Maike Floid, tres días antes se había ido el también lanzador Tom Dettore, esos pitcher norteamericanos eran los puntales del departamento de pitcheo del equipo de Guasave.
Sin embargo, en el resto de esta temporada los “Algodoneros” retomaron el camino hacia el gallardete, terminaron a tambor batiente el roll oficial para llegar a la etapa de play-off, donde después de ganarle a los Yaquis de Ciudad Obregón en la primera fase de la postemporada, se enfrentaron en la serie final nada menos que a los Tomateros de Culiacán que eran los favoritos para llevarse el campeonato del circuito.
Los Algodoneros se llevaron la victoria en seis juegos contra los Tomateros terminando la serie en el estadio de Guasave, que ya se llamaba Francisco Carranza Limón. Fue así como el equipo de algodoneros escribió una página brillante en la historia de la Liga Mexicana del Pacífico.

## Campeonatos
| Temporada | Equipo Campeón         | Serie | Equipo Subcampeón     | Mánager Campeón |
| 1971-72   | Algodoneros de Guasave | 4-2   | Tomateros de Culiacán | Vinicio García  |

## Subcampeonatos
| Temporada | Equipo Campeón           | Serie | Equipo Subcampeón      | Mánager Campeón |
| 2005-06   | Venados de Mazatlán      | 4-1   | Algodoneros de Guasave | Juan José Pacho |
| 2010-11   | Yaquis de Ciudad Obregón | 4-3   | Algodoneros de Guasave | Eddie Díaz      |
| 2011-12   | Yaquis de Ciudad Obregón | 4-0   | Algodoneros de Guasave | Eddie Díaz      |
| 2022-23   | Cañeros de Los Mochis    | 4-2   | Algodoneros de Guasave | José Moreno     |

## Estadio Francisco Carranza Limón
El Estadio Francisco Carranza Limón es casa de los Algodoneros de Guasave de la Liga Mexicana del Pacífico desde 1970 hasta el 2014, se ausentó durante 5 años y a partir de 2019, vuelve a ser casa de los Algodoneros de Guasave. Tiene una capacidad para 10,500 espectadores. En 1972 vio el primer campeonato de los Algodoneros de Guasave.
El nombre del estadio se le impuso en honor de un empresario Mazatleco que vino a radicar a Guasave, donde se convirtió en el mayor impulsor del béisbol, tanto en el terreno amateur como en el profesional en este municipio, fue a finales del año de 1971 cuando fue develada la placa en el parque de pelota. La idea de imponer el nombre de Francisco Carranza Limón al estadio nació de Jesús Félix Gastelum y apoyado por los aficionados al béisbol.

## Remodelación
Actualmente el estadio Francisco Carranza Limón sufrió una remodelación y cambio de nombre comercial a Kuroda Park, la cual constó de nuevos laterales a base de concreto, sustituyendo los metálicos, así como el embutacado total del inmueble y la ampliación del terreno del juego con las medidas reglamentarias de Major League Baseball (MLB).
También cuenta con una nueva entrada principal, zona comercial moderna, tienda de suvenires, sanitarios nuevos y aparcamiento individual para los camiones de los equipos, convirtiéndose en uno de los estadios más nuevos y modernos del país . 
Una de las novedades con la que cuenta el Nuevo Francisco Carranza Limón, es una pantalla gigante ubicada entre el jardín izquierdo y central de 400 m², así también se pretende instalar una pantalla gigante en la entrada principal, además de los rotativos publicitarios, obteniendo así una suma de 700 m² en pantallas, convirtiéndose en el estadio de béisbol profesional #8 con más metros cuadrados de pantalla con la más  avanzada tecnología en imagen visual.
Además, el estadio cambio su iluminación para respetar los reglamentos de las Ligas Mayores de Béisbol.
En la Actualidad:
Los Algodoneros en la Temporada 2020-2021 se quedaron en tercer lugar en el rol regular general durante las dos vueltas que se jugaron, en los play-offs se enfrentaron a los campeones de la Temporada pasada Tomateros de Culiacán, de los cuales Algodoneros ganó 2-4 Tomateros de los Juegos por lo que quedaron en quinto lugar esa Temporada. Los Tomateros se quedaron con el Campeonato de ese año.

## Jugadores

### Roster actual
Actualizado al 27 de diciembre de 2022.
| Algodoneros de Guasave Roster 2022-23    |    |                                    |                        |
| C U E R P O T É C N I C O                |    |                                    |                        |
| Mánager                                  | 13 | Bandera de México                  | Óscar Robles           |
| Coach de Pitcheo                         | 33 | Bandera de México                  | Roberto Espinoza       |
| Coach de Bateo                           | 25 | Bandera de Estados Unidos          | Michel Enríquez        |
| J U G A D O R E S                        |    |                                    |                        |
| L A N Z A D O R E S                      |    |                                    |                        |
| Batea: D / Tira: D                       | 9  | Bandera de Estados Unidos          | Geno Encina            |
| Batea: Z / Tira: Z                       | 32 | Bandera de Estados Unidos          | Jeff Kinley            |
| Batea: D / Tira: D                       | 35 | Bandera de México                  | Miguel Ernesto Aguilar |
| Batea: Z / Tira: Z                       | 37 | Bandera de México                  | Ariel Gracia           |
| Batea: Z / Tira: Z                       | 45 | Bandera de Estados Unidos          | Jeff Ibarra            |
| Batea: D / Tira: D                       | 47 | Bandera de México                  | Iván Izaguirre         |
| Batea: D / Tira: D                       | 54 | Bandera de México                  | Felipe Arredondo       |
| Batea: D / Tira: D                       | 56 | Bandera de Estados Unidos          | Matt Pobereyko         |
| Batea: D / Tira: D                       | 57 | Bandera de México                  | Dalton Rodríguez       |
| Batea: D / Tira: D                       | 63 | Bandera de Estados Unidos          | Brandon Koch           |
| Batea: D / Tira: D                       | 91 | Bandera de México                  | Rafael Córdova         |
| Batea: D / Tira: D                       | 92 | Bandera de México                  | Alejandro Barraza      |
| Batea: D / Tira: D                       | 98 | Bandera de México                  | Carlos Morales         |
| R E C E P T O R E S                      |    |                                    |                        |
| Batea: D / Tira: D                       | 14 | Bandera de México                  | Carlos Garzón          |
| Batea: D / Tira: D                       | 27 | Bandera de México                  | José Heberto Félix     |
| Batea: D / Tira: D                       | 84 | Bandera de México                  | Arturo Rodríguez       |
| J U G A D O R E S D E C U A D R O        |    |                                    |                        |
| Segunda base - Batea: Z / Tira: D        | 3  | Bandera de México                  | Alan López             |
| Parador en corto - Batea: D / Tira: D    | 5  | Bandera de México                  | Jorge Flores           |
| Parador en corto - Batea: Z / Tira: D    | 8  | Bandera de México                  | Esteban Quiroz         |
| Primera base - Batea: D / Tira: D        | 10 | Bandera de México                  | Ángel Erro             |
| Primera base - Batea: S / Tira: D        | 20 | Bandera de Estados Unidos          | Joey Terdoslavich      |
| Segunda base - Batea: Z / Tira: D        | 52 | Bandera de México                  | Héctor Hernández       |
| Primera base - Batea: Z / Tira: D        | 53 | Bandera de México                  | Jesús Castillo         |
| Tercera base - Batea: D / Tira: D        | 61 | Bandera de México                  | Orlando Piña           |
| J A R D I N E R O S                      |    |                                    |                        |
| Jardinero central - Batea: Z / Tira: D   | 17 | Bandera de México                  | Alan Sánchez           |
| Jardinero derecho - Batea: D / Tira: D   | 59 | Bandera de Estados Unidos          | David Harris           |
| Jardinero izquierdo - Batea: D / Tira: D | 60 | Bandera de México                  | Ramón Roberto Ramírez  |
| Jardinero izquierdo - Batea: Z / Tira: Z | 68 | Bandera de México                  | Francisco Hernández    |
| Jardinero central - Batea: D / Tira: D   | 79 | Bandera de la República Dominicana | César Puello           |
| Jardinero central - Batea: S / Tira: D   | 85 | Bandera de México                  | Alejandro Ortíz        |

 =  Cuenta con nacionalidad mexicana. 